# Bennie Wallace
Pour les articles homonymes, voir Wallace.
Cet article possède un paronyme, voir Ben Wallace.
Bennie Wallace, né  le 18 novembre 1946 à Chattanooga dans le Tennessee, est un saxophoniste américain de jazz. Il a forgé son style en s'inspirant de Johnny Hodges ou Ben Webster, un son qui évoque souvent celui de Coleman Hawkins et Eric Dolphy.

## Biographie

### Jeunesse
Au cours de son adolescence passée dans le Tennessee il joue régulièrement dans des clubs de Chattanooga, sa ville natale, avec différents groupes principalement de country et de R&B. Il débute au sein de l'orchestre de son collège en jouant à la clarinette à partir de 1959.
En 1968, il sort diplômé de l'Université du Tennessee avec une spécialité en clarinette puis s'installe à New York trois ans plus tard. Il y débute aux côtés du pianiste Monty Alexander et la chanteuse Sheila Jordan.

### Carrière
Wallace effectue en 1977 son premier enregistrement avec les saxophonistes Flip Phillips et Scott Hamilton. Cette année-là, il forme son propre groupe, The Bennie Wallace Trio aux côtés de Eddie Gomez à la contrebasse et Eddie Moore à la batterie avec lequel il enregistre son premier disque en leader sur le label allemand Enja. Au cours des années 1970 et 1980, Wallace dirige ses propres formations et enregistrements sur lesquels il intègre la participation de musiciens tels que Chick Corea, John Scofield et Jimmy Knepper.
Wallace a également réalisé plusieurs tournées européennes et participé à des festivals, notamment le Concert Jazz Band de George Gruntz en 1979 lors du Festival de Berlin. Wallace s'engage également sur des projets de musique de film, comme White Men Can't Jump en 1992,.

## Discographie sélective

### En leader
Bennie Wallace débute sur le label allemand Enja Records en 1977 avec lequel il enregistre sept disques jusque 1984. En 1985, il fait paraître son huitième album Twilight Time sur le label américain Blue Note, plus largement reconnu en Europe et aux États-Unis. L'année suivante paraît Brillant Corners, une nouvelle collaboration avec le pianiste Yōsuke Yamashita.
| Enregistrement | Nom de l'album                                       | Label et notes                                                   |
| -------------- | ---------------------------------------------------- | ---------------------------------------------------------------- |
| 1978           | The Fourteen Bar Blues                               | Enja Records.                                                    |
| 1978           | Live at the Public Theater                           | Enja Records.                                                    |
| 1980           | The Free Will                                        | Enja Records.                                                    |
| 1981           | Plays Monk                                           | Enja Records.                                                    |
| 1982           | Big Jim's Tango                                      | Enja Records.                                                    |
| 1984           | Sweeping Through the City                            | Enja Records.                                                    |
| 1985           | Twilight Time                                        | Blue Note Records.                                               |
| 1986           | Brilliant Corners                                    | Denon Records.                                                   |
| 1987           | Bordertown                                           | Blue Note Records.                                               |
| 1987           | The Art of the Saxophone                             | Denon Records.                                                   |
| 1993           | Talk of the Town                                     | Enja Records.                                                    |
| 1993           | Old Songs                                            | JVC.                                                             |
| 1998           | Bennie Wallace                                       | Audioquest Records.                                              |
| 1999           | In Berlin                                            | Enja Records. Enregistrements du Festival de Berlin en novembre. |
| 2002           | Moodsville                                           | Groove Note.                                                     |
| 2007           | Disorder at the Border: The Music of Coleman Hawkins | Justin Time.                                                     |

### Collaborations
| Enregistrement | Leader             | Nom de l'album             | Label               |
| -------------- | ------------------ | -------------------------- | ------------------- |
| 1987           | Mose Allison       | Ever Since the World Ended | Blue Note Records.  |
| 1992           | Mighty Sam McClain | Give It Up to Love         | AudioQuest Music.   |
| 1997           | Anthony Wilson     | Anthony Wilson             | MAMA Records.       |
| 2002           | Solomon Burke      | Don't Give Up on Me        | Fat Possum Records. |